# Santana (Recife)
Santana é um bairro do Recife, Pernambuco. Compõe a Região Político/Administrativa 3.
É uma continuação dos bairros de Poço da Panela e Casa Forte iniciando na Rua Dona Olegarinha da Cunha e terminando na Rua Leonardo Bezerra Cavalcanti, onde faz limite com o bairro do Parnamirim. Ao Sul, o Rio Capibaribe separa-o dos bairros da Torre e Cordeiro.
A maior parte da população é da classe-média alta, porém, a baixa renda está fortemente presente.
Possui uma capela dedicada à Santa Ana, que dá o nome ao bairro , na Rua Dona Olegarinha da Cunha.
O bairro comporta, em sua área, o Parque Santana Ariano Suassuna, área de esporte e lazer.
Limitando-se com o bairro fica o quartel do CPOR Recife, em Casa Forte. A pequena praça em frente ao quartel pertence a Santana.

## Demografia
Área Territorial: 46,1 ha.
População Residente: 3.054 habitantes 
Densidade demográfica: 64,65 hab. / ha.